# Rossijskaja gaseta
Die Rossijskaja gaseta (russisch Российская газета, „Russländische Zeitung“) ist eine russische Tageszeitung; sie ist das Amtsblatt der russischen Regierung. Die Zeitung hat, eigenen Angaben zufolge, derzeit eine Auflage von 432.000. Sitz der Zeitung ist Moskau.

## Geschichte
Die Zeitung wurde von der Regierung der Russischen Föderation gegründet, die erste Nummer erschien am 11. November 1990.

## Verbreitung und Struktur
Nach Angaben der Firma Comcom, die regelmäßig die Verbreitung russischer Massenmedien untersucht, erreichte die Rossijskaja gaseta im 3. Quartal 2006 mit jeder Ausgabe durchschnittlich 734.000 Leser oder 1,2 Prozent der russischen Bevölkerung.
Die Rossijskaja gaseta wird in folgenden Städten gedruckt: Archangelsk, Bischkek, Blagoweschtschensk, Wladiwostok, Wolgograd, Woronesch, Jekaterinburg, Irkutsk, Kasan, Kaliningrad, Kemerowo, Krasnodar, Krasnojarsk, Mineralnyje Wody, Moskau, Murmansk, Nischni Nowgorod, Nowosibirsk, Omsk, Orenburg, Pensa, Perm, Rostow am Don, Sankt Petersburg, Samara, Saratow, Tjumen, Uljanowsk, Ufa, Tscheboksary, Tscheljabinsk und Jaroslawl.
Mit eigenen Redaktionen ist sie in folgenden Städten vertreten: Brjansk, Wladiwostok, Wolgograd, Woronesch, Jekaterinburg, Ischewsk, Kasan, Krasnodar, Kursk, Magadan, Nischni Nowgorod, Orenburg, Salechard, Samara, Stawropol, Pensa, Perm, Tambow, Twer, Tula, Uljanowsk und Jaroslawl.
Die Ausgaben erscheinen mit einer regionalen Beilage. Daneben gibt es thematische Beilagen beispielsweise zu Wirtschaftsthemen. Der Verlag, das Staatsunternehmen Redaktion der Russländischen Zeitung (russisch: ФГУ Редакция Российской газеты), gibt eine Reihe von Büchern wie beispielsweise Gesetzestexte und Kommentare dazu heraus.

## Redaktion
Die Redaktion hat Auslandskorrespondenten in Kasachstan, Moldau, Ukraine, Belarus, Usbekistan, Slowakei, Ungarn, Österreich, Italien, Frankreich, Schweden, Spanien und Großbritannien, dazu kommen Korrespondenten in den Städten Genf und Brüssel.

## Amtsblatt
Die Rossijskaja gaseta ist offizielles Amtsblatt der russischen Regierung, normative Akte wie Gesetze und Erlasse treten erst mit ihrer Veröffentlichung in der Rossijskaja gaseta in Kraft. In ihrer Eigenschaft als Amtsblatt veröffentlicht sie Verfassungsgesetze der Russischen Föderation, Gesetze, die Ukase des russischen Präsidenten, die Beschlüsse der Regierung sowie normative Akte von Ministerien und Behörden. Dazu kommen Akte des Parlaments und Entscheidungen des Verfassungsgerichts.

## Personalien
Generaldirektor des Verlages Redaktion der Russländischen Zeitung ist Alexander Nikolajewitsch Gorbenko. Chefredakteur der Zeitung ist Wladislaw Alexandrowitsch Fronin.

## Falschmeldung
Im September 2016 meldete die Rossijskaja gaseta, dass der Bürgermeister der slowenischen Hauptstadt Ljubljana gesagt habe, dass Slowenien das Referendum über den Status der Krim und die russische Annexion der Krim anerkennen werde. Daraufhin beschwerte sich die slowenische Botschaft bei der Zeitung. Der Bürgermeister habe mit der Rossijskaja gaseta nicht über die Krim gesprochen und Slowenien unterstütze die territoriale Integrität der Ukraine. Die Rossijskaja gaseta entschuldigte sich für die Falschmeldung.